# Hemipenthes wilcoxi
Hemipenthes wilcoxi är en tvåvingeart som först beskrevs av Joseph Hannum Painter 1933.  Hemipenthes wilcoxi ingår i släktet Hemipenthes och familjen svävflugor. Inga underarter finns listade i Catalogue of Life.